# Darwin
Darwin (wym. [ˈdɑrwɨn]) – miasto w Australii, leżące w środkowej części północnego wybrzeża Australii, stolica Terytorium Północnego. Położone jest nad cieśniną Clarence (Morze Timor, Ocean Indyjski). Miasto zamieszkane jest przez 147 231 osób. W mieście działa polski konsulat honorowy. Jego współrzędne geograficzne to 12° 25′ S 130° 48′ E. Miasto leży w strefie tropikalnego klimatu sawann (klasyfikacja Köppena – Aw).
Miasto zostało nazwane na cześć Karola Darwina.
Założone zostało w 1869 jako stacja telegraficzna. W czasie II wojny światowej stanowiło bazę zaopatrzeniową (1942 silne bombardowania japońskie). Prawa miejskie otrzymało w 1969. W 1974 roku miasto zostało doszczętnie zniszczone przez cyklon Tracy, w czasie którego zginęło 71 osób, a dwadzieścia tysięcy ludzi straciło dach nad głową. Odbudowano je dopiero w latach osiemdziesiątych XX wieku.
Obecnie Darwin to najważniejszy port na północnym wybrzeżu Australii. Kończy się tutaj transkontynentalna szosa (Stuart Highway) z Australii Południowej oraz wybudowana w 2004 roku linia kolejowa zwana The Ghan. W mieście istnieje stacja kolejowa Darwin oraz port lotniczy Darwin. Przy lotnisku działa wojskowa baza lotnicza RAAF Base Darwin. W mieście rozwinął się przemysł mięsny oraz lotniczy.
Duże zróżnicowanie etniczne mieszkańców, w tym również niewielka Polonia.

## Klimat
Darwin leży w strefie klimatu tropikalnego, z całorocznym okresem z letnimi temperaturami.
| Miesiąc                          | Sty  | Lut  | Mar  | Kwi  | Maj  | Cze  | Lip  | Sie  | Wrz  | Paź  | Lis  | Gru  | Roczna |
| -------------------------------- | ---- | ---- | ---- | ---- | ---- | ---- | ---- | ---- | ---- | ---- | ---- | ---- | ------ |
| Średnie temperatury w dzień [°C] | 31.8 | 31.5 | 32.1 | 32.9 | 32.3 | 30.8 | 30.8 | 31.6 | 32.8 | 33.5 | 33.5 | 32.7 | 32,2   |
| Średnie dobowe temperatury [°C]  | 28.4 | 28.2 | 28.4 | 28.6 | 27.4 | 25.5 | 25.1 | 26.0 | 28.0 | 29.3 | 29.6 | 29.2 | 29,2   |
| Średnie temperatury w nocy [°C]  | 25.0 | 24.9 | 24.7 | 24.3 | 22.5 | 20.1 | 19.4 | 20.4 | 23.2 | 25.0 | 25.6 | 25.6 | 23,4   |
| Opady [mm]                       | 466  | 373  | 335  | 108  | 24.7 | 2.3  | 1.2  | 5.8  | 17.4 | 65.4 | 137  | 276  | 1811   |
| Średnia liczba dni z opadami     | 22.3 | 21.1 | 19.6 | 9.8  | 2.3  | 0.7  | 0.4  | 0.7  | 2.9  | 6.7  | 12.5 | 16.9 | 116    |
| Średnie usłonecznienie [h]       | 180  | 162  | 220  | 264  | 304  | 300  | 316  | 319  | 294  | 298  | 252  | 208  | 3111   |
| Źródło: Bureau of Meteorology    |      |      |      |      |      |      |      |      |      |      |      |      |        |

| Sty  | Lut  | Mar  | Kwi  | Maj  | Cze  | Lip  | Sie  | Wrz  | Paź  | Lis  | Gru  | Rok |
| ---- | ---- | ---- | ---- | ---- | ---- | ---- | ---- | ---- | ---- | ---- | ---- | --- |
| 30,6 | 30,2 | 30,2 | 30,2 | 29,1 | 26,7 | 25,8 | 26,4 | 27,7 | 29,5 | 30,9 | 31,5 | 29  |